# Edna St. Vincent Millay
Edna St. Vincent Millay (Rockland, 22 febbraio 1892 – Austerlitz, 19 ottobre 1950) è stata una poetessa statunitense.
Ottenne Nel 1923 il Premio Pulitzer per la poesia, terza donna ad ottenere tale riconoscimento. Fu nota per il suo attivismo femminista e per i suoi numerosi amori. Scrisse anche opere in prosa sotto lo pseudonimo di Nancy Boyd. Il poeta Richard Wilbur di lei dichiarò: «Ha scritto alcuni dei sonetti più belli del secolo».
Era figlia di una bambinaia, Cora Lounella, e di un insegnante di scuola, Henry Tollman Millay, che divenne poi sovrintendente scolastico. Il suo secondo nome proviene da quello dell'Ospedale San Vincenzo di Manhattan (New York), ove suo zio ebbe salva la vita poco prima della sua nascita.

## Biografia

### Infanzia e prima giovinezza

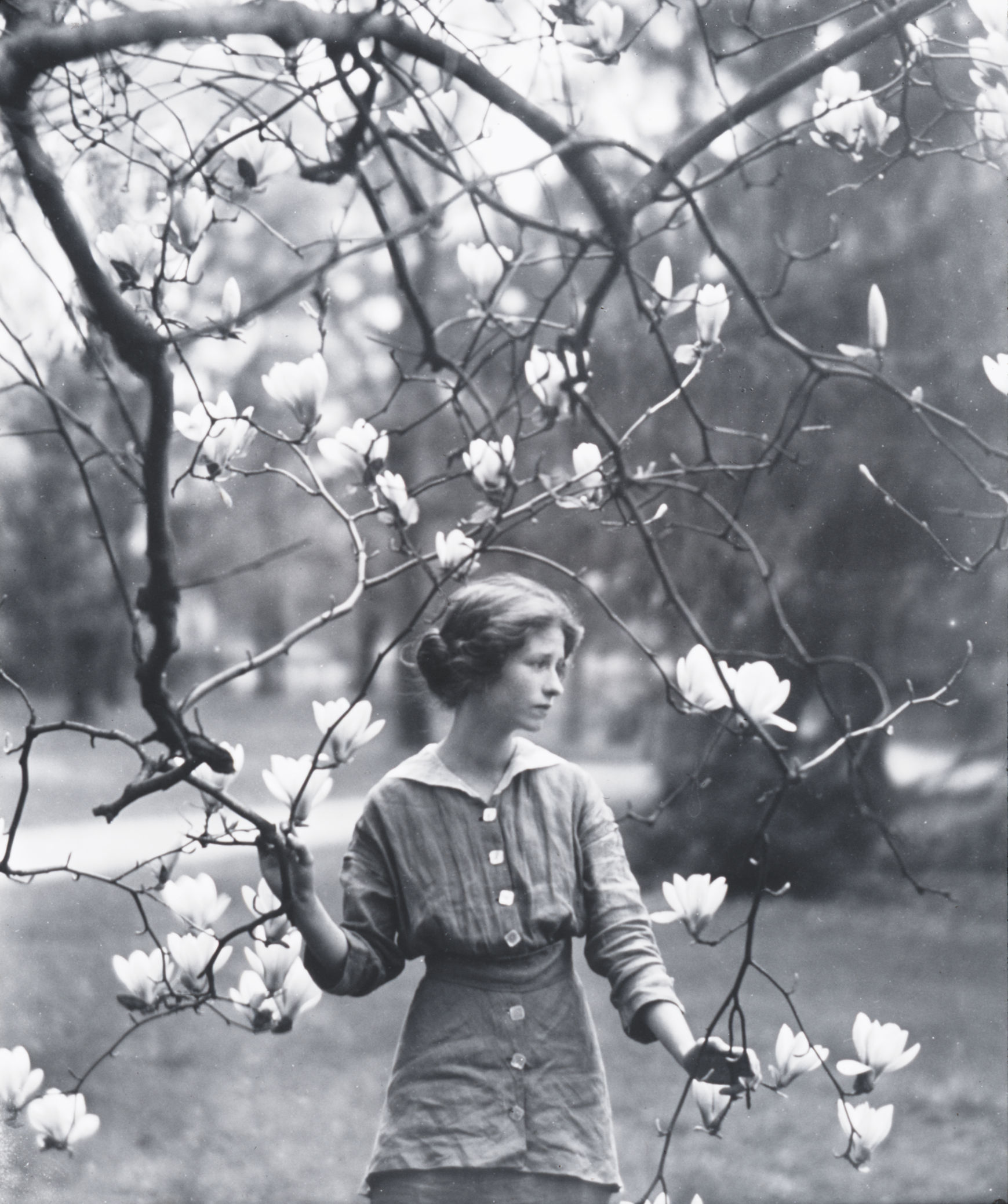
Edna St. Vincent Millay in Mamaroneck, NY, 1914, fotografata da Arnold Genthe.

Dopo il divorzio dal marito, la madre Cora con le tre figlie, Edna, Norma e Kathleen, si spostavano di città in città vivendo poveramente. Cora si muoveva con un baule pieno di libri di letteratura classica, comprendenti anche testi di Shakespeare e Milton, che leggeva regolarmente alle figlie. Quando Edna scrisse il suo primo poema, che le avrebbe dato la notorietà, la famigliola era sistemata in una piccola casa di proprietà di una zia di Cora, a Camden, nel Maine.
Le tre sorelle erano molto indipendenti e dicevano ciò che pensavano, il che non sempre piaceva alle autorità con le quali ebbero a che fare nella loro vita. Così il direttore della scuola primaria di Edna si rifiutava di chiamarla Vincent, chiamandola invece con qualunque nome femminile che iniziasse per V. Alla scuola media superiore di Camden Edna sviluppò il suo talento letterario, iniziando a scrivere sulla rivista letteraria della scuola The Megunticook. All'età di 14 anni vinse il premio St. Nicholas Gold Badge per la poesia ed a 15 vide pubblicate le sue poesie sulla popolare rivista per ragazzi St. Nicholas, sul Camden Herald, sull'antologia di elevato livello Current Literature. A scuola ebbe numerose relazioni con altre donne, tra le quali Edith Wynne Matthison, che poi diventerà attrice del cinema muto.

### A New York City
Dopo aver conseguito il diploma di scuola media superiore, Edna si trasferì a New York, ove visse in diverse abitazioni al Greenwich Village, compresa quella di proprietà del Cherry Lane Theatre e al 75½ di Bedford Street, la casa più stretta di New York. Il critico Floyd Dell scrisse che la rossa di capelli e bella Edna era una «frivola giovane donna, con un nuovo paio di pantofoline da danza ed una bocca da innamorata». Edna descrisse la propria vita a New York come «molto, molto povera e molto, molto felice». Nel 1924 fondò, insieme ad altri, il Cherry Lane Theater «per continuare le rappresentazioni di drammi sperimentali». Articoli scritti sotto pseudonimo per diverse riviste l'aiutarono a campare nei suoi primi tempi in città.
Edna era palesemente bisessuale. Tra gli amici intimi annoverava gli scrittori Witter Bynner, Arthur Davison Ficke, Susan Glaspell, come anche Floyd Dell e il critico Edmund Wilson: questi ultimi due le proposero di sposarla ma ella rifiutò.

### La carriera
La fama di Edna iniziò nel 1912 quando il suo poema Renascence entrò nel contesto del The Lyric Year. Era considerato ampiamente il migliore fra quelli proposti e quando alla fine ottenne solo il quarto premio, nacque uno scandalo. Il vincitore del primo premio, Orrick Johns, era tra coloro che consideravano Renascence il migliore ed affermò «il premio è stato per me più un imbarazzo che un trionfo». Il vincitore del secondo premio le offrì i 250 $ da lui vinti. Come conseguenza immediata della controversia, allorché un ricco mecenate sentì Edna declamare i suoi versi suonando il piano nella Whitehall Inn di Camden, ne rimase talmente impressionato da offrirsi di pagare ad Edna gli studi presso il Vassar College.
Nel 1919 Edna scrisse la pièce teatrale Aria da Capo, un'opera contro la guerra che incoronò la sorella Norma al Provincetown Playhouse di New York.
Nel gennaio 1921 si recò a Parigi ove fece amicizia con la scultrice Thelma Wood.
Nel 1923 vinse il Premio Pulitzer per la poesia con The Ballad of the Harp-Weaver. Fu la terza donna a vincere tale premio, dopo Sara Teasdale (1918) e Margaret Widdemer (1919).

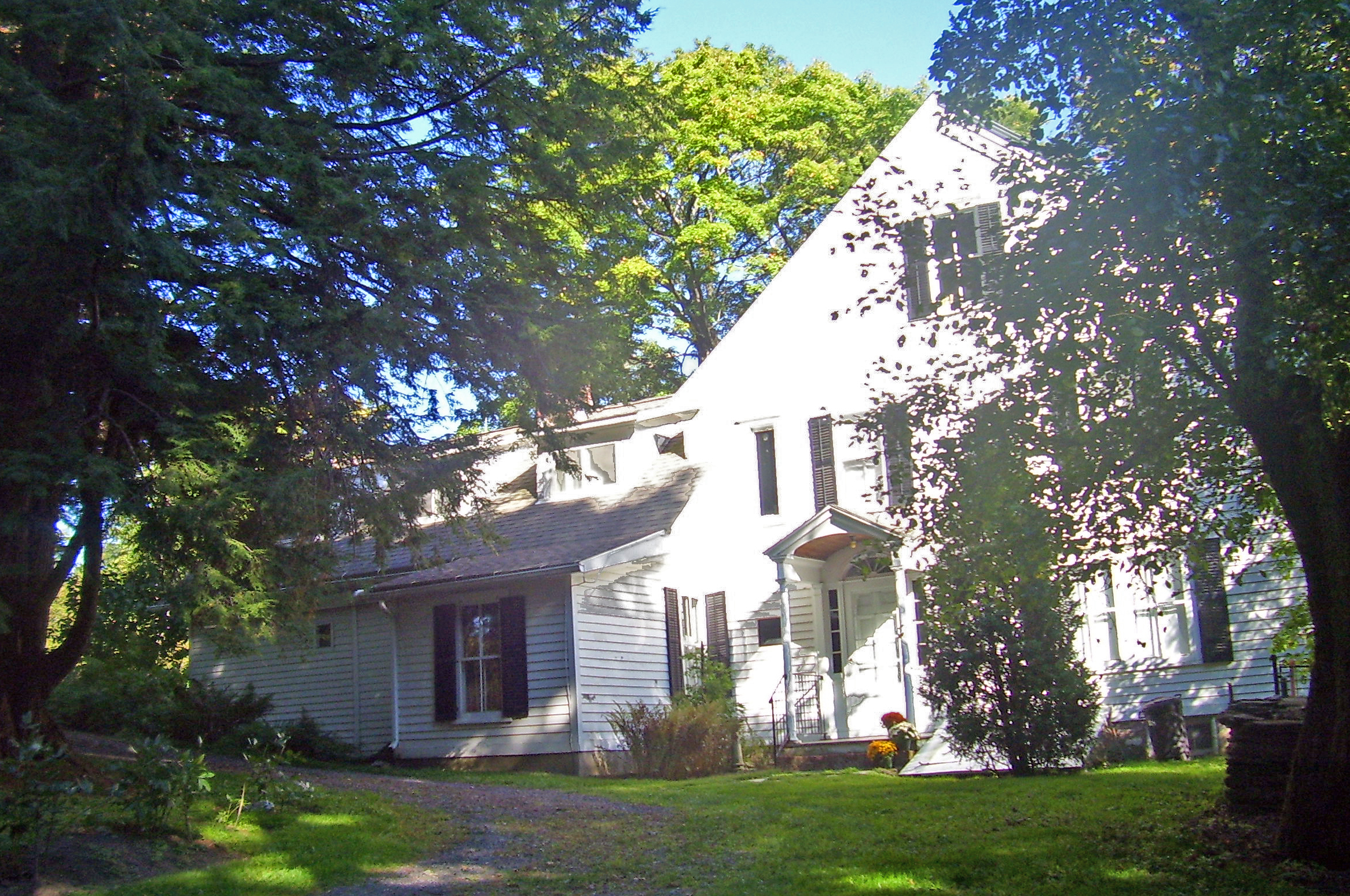
La casa di Steepletop, dove Millay trascorse gli ultimi anni della sua vita

In quello stesso anno Edna sposò il quarantatreenne Eugen Jan Boissevain (1880-1949), vedovo dell'avvocato del lavoro ed attivista femminista Inez Milholland, un'icona politica che Edna aveva incontrato a Vassar. Boissevain, un autoproclamato femminista, appoggerà la carriera della sua seconda moglie, facendosi carico dei problemi domestici. Sia Edna che Eugen Jan tuttavia ebbero altri amanti durante i loro ventisei anni di matrimonio. Per Edna una relazione significativa fu quella con il poeta George Dillon, che lei aveva incontrato in occasione di una sua lezione all'Università di Chicago nel 1928, quando Dillon era ancora uno studente. Si trattava di un amante di quattordici anni più giovane di lei e la relazione le ispirò i sonetti della raccolta Fatal Interview (pubblicata nel 1931).
Nel 1925, Boissevain e Millay acquistarono Steepletop, una ex fattoria di 257 ettari ad Austerlitz, nello stato di New York. La coppia costruì una rimessa, uno studio ed un campo da tennis. Edna coltivava le sue verdure in un piccolo giardino.
La reputazione di Edna venne danneggiata dalle poesie che scrisse riguardo agli alleati della seconda guerra mondiale. Merle Rubin disse che Edna pareva aver raccolto più disapprovazione dalla critica letteraria per aver sostenuto la democrazia, di quanto aveva fatto Ezra Pound per aver sostenuto il fascismo. Sul New York Times Edna pianse la città cecoslovacca di Lidice, sede del massacro nazista con questi versi:
(Edna St. Vincent Millay)
Nel 1943 Edna fu la sesta persona, e la seconda donna, ad essere decorata con la Medaglia Robert Frost, per il suo contributo alla poesia americana.
Boissevain morì nel 1949 di un tumore ai polmoni ed Edna visse da sola l'ultimo anno della sua vita.

### Decesso e lascito di Steepletop
Edna Millay morì in casa il 19 ottobre 1950: cadde sulla scala interna e fu ritrovata circa otto ore dopo la morte. Il referto medico parlò di infarto miocardico acuto dovuto ad un'occlusione alle coronarie
La sorella di Edna, Norma, ed il marito, il pittore ed attore Charles Frederick Ellis, si stabilirono a Steepletop dopo la morte di Edna. Nel 1973 fondarono una colonia di artisti sui sette acri intorno alla casa e alla rimessa. Dopo la morte del marito, avvenuta nel 1976, Norma proseguì nel programma fino al suo decesso, avvenuto nel 1986.

## Opere

### Raccolte di poesie
- Renascence, and Other Poems (titolo poem nome published under name E. Vincent Millay in The Lyric Anno, 1912; collection includes God's World), M. Kennerley, 1917. reprinted, Books for Libraries Press, 1972.
- A Few Figs From Thistles: Poems and Four Sonnets, F. Shay, 1920, 2nd [enlarged] edition as A Few Figs From Thistles: Poems and Sonnets, F. Shay, 1921.
- Second April (poems; includes Spring, Ode to Silence,and The Beanstalk), M. Kennerley, 1921. reprinted, Harper, 1935
- The Ballad of the Harp-Weaver, F. Shay, 1922, reprinted as The Harp-Weaver, in The Harp-Weaver, and Other Poems (includes The Concert, Euclid Alone has Looked on Beauty Bare, and Sonnets from an Ungrafted Tree), Harper, 1923.
- Poems, M. Secker, 1923.
- (Under pseudonym Nancy Boyd) Distressing Dialogues, preface by Edna St. Vincent Millay, Harper, 1924.
- The Buck in the Snow, and Other Poems, Harper, 1928. (includes The Buck in the Snow [also see below] and On Hearing a Symphony of Beethoven).
- Fatal Interview (sonnets), Harper, 1931.
- Wine from These Grapes (poems; includes Epitaph for the Race of Man and In the Grave No Flower), Harper, 1934.
- (Translator with George Dillon; and author of introduction) Charles Baudelaire, Flowers of Evil, Harper, 1936.
- Conversation at Midnight (narrative poem), Harper, 1937.
- Huntsman, What Quarry? (poems), Harper, 1939.
- There Are No Islands, Any More: Lines Written in Passion and in Deep Concern for England, France, and My Own Country, Harper, 1940.
- Make Bright the Arrows: 1940 Notebook (poems), Harper, 1940.
- The Murder of Lidice (poem), Harper, 1942.
- Second April [and] The Buck in the Snow, introduction by William Rose Benét, Harper, 1950.

#### Traduzioni in italiano
- L'amore non è cieco, a cura di Silvio Raffo, Milano, Crocetti, 1991.

### Opere di teatro
- (And director) Aria da capo (one-act play in verse; nome produced in Greenwich Village, NY, December 5, 1919), M. Kennerley, 1921 (also see below).
- The Lamp and the Bell (five-act play; nome produced June 18, 1921), F. Shay, 1921 (also see below).
- Two Slatterns and a King: A Moral Interlude (play), Stewart Kidd, 1921.
- Three Plays (contains Two Slatterns and a King, Aria da capo, and The Lamp and the Bell), Harper, 1926.
- (Author of libretto) The King's Henchman (three-act play; nome produced in New York, February 17, 1927), Harper, 1927.
- The Princess Marries the Page (one-act play), Harper, 1932.

### Film
- Hitler's Madman inizia e finisce con versi da The Murder of Lidice.